# Bodziszek korzeniasty
Bodziszek korzeniasty, bodziszek wielkokorzeniowy (Geranium macrorrhizum L.) – gatunek rośliny z rodziny bodziszkowatych (Geraniaceae Juss.). Występuje naturalnie w Europie – w Alpach, Apeninach, Karpatach oraz na Bałkanach. Ponadto został naturalizowany w różnych częściach świata jako roślina ozdobna.

## Rozmieszczenie geograficzne
Rośnie naturalnie w Europie – w Alpach, Apeninach, Karpatach oraz na Bałkanach. Występuje w takich państwach jak Francja, Austria, Szwajcaria, Włochy, Słowenia, Chorwacja, Serbia, Albania, Grecja, Bułgaria oraz Rumunia. W wielu krajach jest uprawiany i jako dziczejący został stwierdzony na Węgrzech, w Bośni i Hercegowinie, Turcji, Wielkiej Brytanii, Belgii, Luksemburgu, Niemczech, Macedonii Północnej, Mołdawii oraz na Ukrainie. W Polsce jest uprawiany, ale dziczeje bardzo rzadko.
W Alpach występuje w Alpach Nadmorskich i Południowych Alpach Wapiennych, na wschód od jeziora Garda. We Francji podawany jest z departamentów Alpy Nadmorskie, Calvados, Cantal, Charente, Puy-de-Dôme, Sekwana Nadmorska, Somma oraz Yonne, a także prawdopodobnie w Górnej Marnie, natomiast w departamencie Nord wyginął. Ponadto według innych źródeł jego obecność jest pewna w departamentach Aisne, Ardeny, Moza oraz w Paryżu. We Włoszech rośnie w regionach Abruzja, Emilia-Romania, Friuli-Wenecja Julijska, Kampania, Lacjum, Lombardia, Molise, Piemont, Trydent-Górna Adyga oraz Wenecja Euganejska. W Szwajcarii jest bardzo rzadko spotykany, znany tylko z okolic Lozanny i Zurychu.

## Morfologia

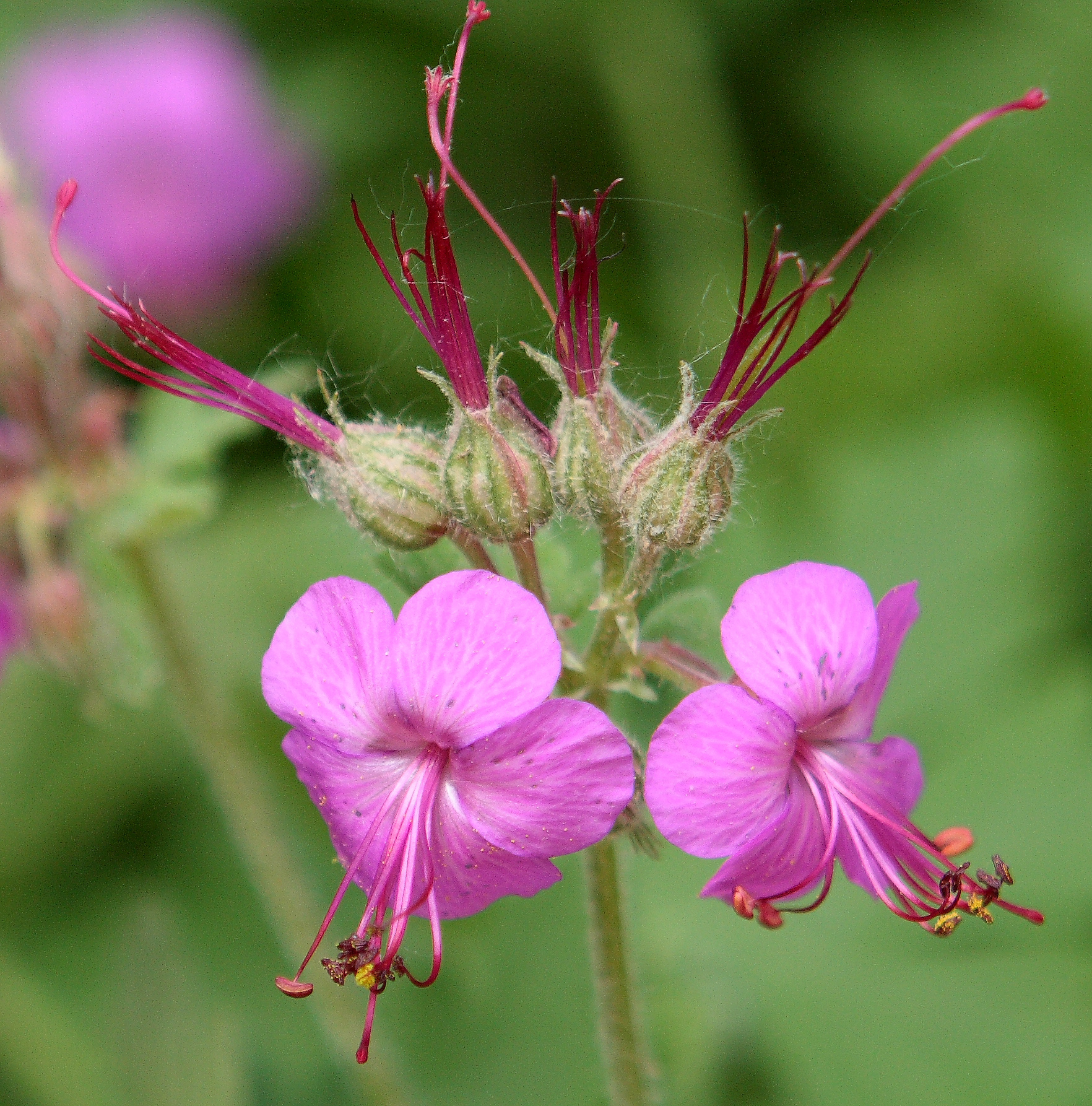
Kwiaty

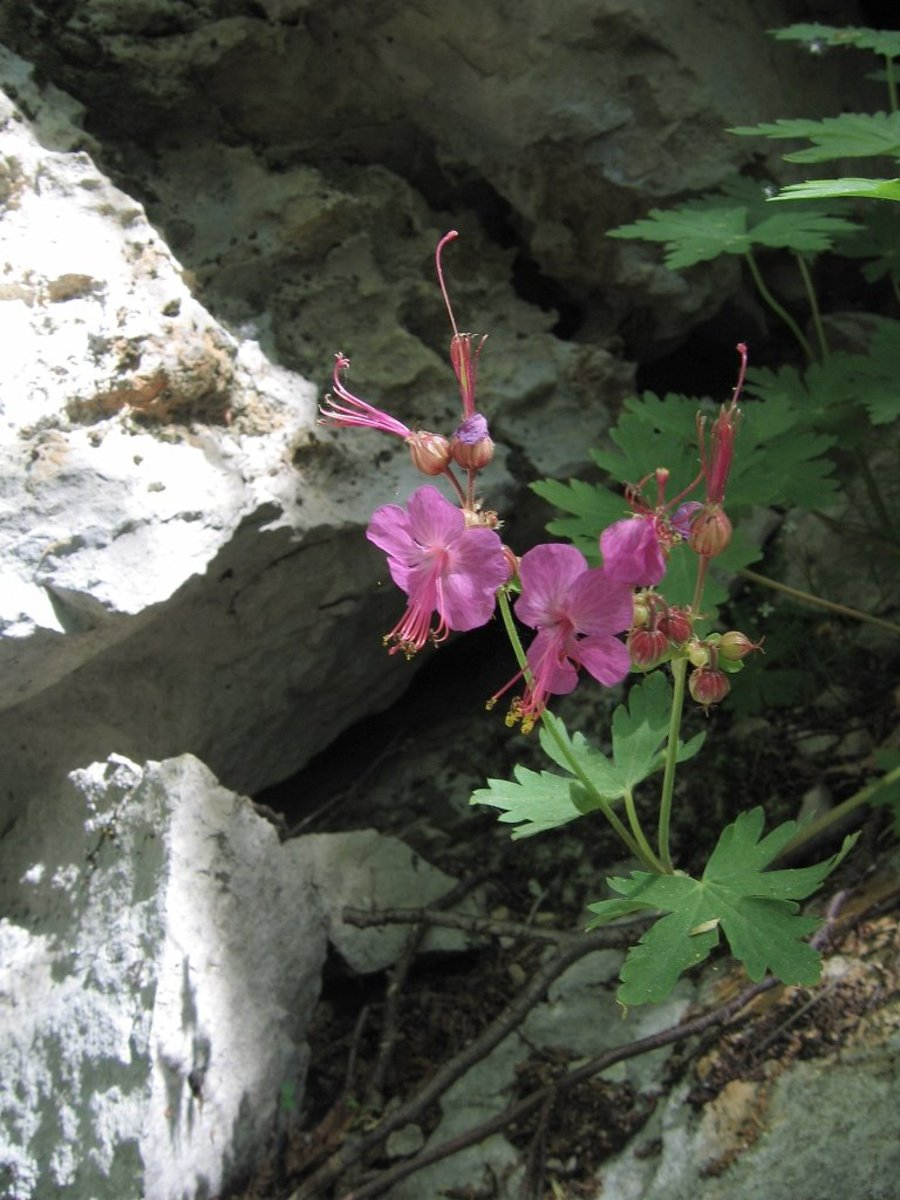
Okaz ze Słowenii

PokrójBylina dorastająca do 30–40 cm wysokości i 1 m szerokości. Ma płasko kulisty pokrój. Łodyga jest wzniesiona, wyrasta z grubego kłącza.
LiścieOdziomkowe są 5- lub 7- klapowane, z głębokimi wcięciami, mają okrągły kształt w zarysie, dorastają do 10 cm szerokości, brzeg liścia jest ząbkowany. Liście łodygowe są najczęściej tylko 2, są mniejsze od liści odziomkowych, osadzone pod kwiatostanem. Liście mają zielony kolor, jesienią przebarwiając się na czerwonawo, są aromatyczne.
KwiatyZebrane w luźne kwiatostany, rozwijają się na szczytach pędów, osadzone na długich szypułkach. Działki kielicha maja ostry wierzchołek. Korona kwiatu mierzy 4 cm średnicy. Płatków jest 5, mają barwę od różowej do ciemnoczerwonej. Pręciki są 2–3 razy dłuższe niż sam kielich, jego nitki są nagie. Słupek jest nagi.
OwoceRozłupki, opatrzone ością podobną do bocianiego dzioba.
Gatunki podobneRoślina jest podobna do bodziszka srebrzystego (G. argentum), który różni się dłoniasto-siecznymi liśćmi o srebrzystoszarej barwie. Ponadto kwiaty mają jasnoróżową barwę z ciemnoczerwonymi nerwami.

## Biologia i ekologia
Rośnie na piargach, górskich łąkach oraz w zaroślach. Występuje na wysokości od 200 do 1500 m n.p.m. (we Włoszech rośnie na wysokości od 300 do 1700 m n.p.m.). Preferuje podłoże wapienne, dobrze przepuszczalne. Najlepiej rośnie w pełnym nasłonecznieniu lub w półcieniu. Kwitnie od czerwca do sierpnia.

## Zastosowanie
Gatunek jest uprawiany jako roślina ozdobna – zalecana do ogrodów skalnych oraz na rabaty. Ponadto ma zastosowanie w produkcji olejków eterycznych.

## Zmienność
W uprawie znane są kultywary:

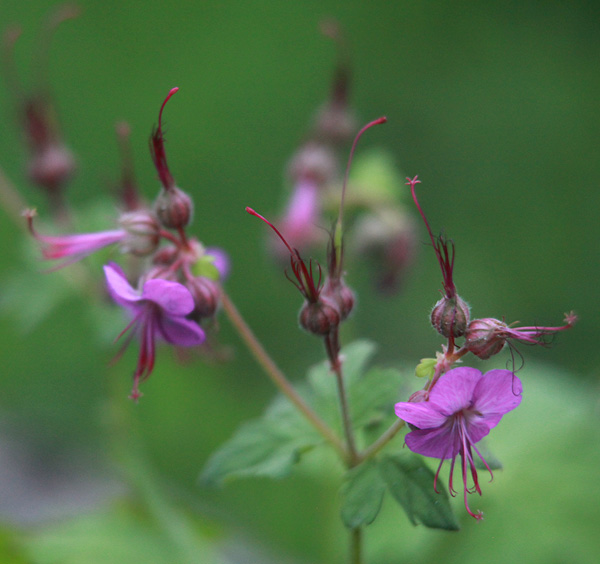
Odmiana 'Bevan's Variety'

- G. macrorrhizum 'Bevan's Variety' – charakteryzuje się szybkim wzrostem, jest częściowo zimozielona. Liście mają zaokrąglony kształt, są aromatyczne. Kwiaty mierzą 2,5 cm średnicy i mają płatki o ciemnopurpuroworóżowej barwie, natomiast działki kielicha są brązowawoczerwone[13].
- G. macrorrhizum 'Czakor' – dorasta do 40–60 cm wysokości. Liście są aromatyczne, jesienią przebarwiają się na czerwono. Kwiaty mają purpuroworóżową barwę[14].
- G. macrorrhizum 'Ingwersen's Variety' – liście jesienią przebarwiają się na brązowoczerwono. Kwiaty mają jasnoróżową barwę, z wyraźnymi działkami kielicha, są osadzone na silnych łodygach[15].
- G. macrorrhizum 'Lohfelden' – ma zwarty pokrój. Liście są ciemnozielone. Kwiaty mają jasnoróżową barwę z ciemnoróżowymi żyłkami. Charakteryzuje się wolnym wzrostem[16].
- G. macrorrhizum 'Spessart' – liście są aromatyczne, jesienią przebarwiają się na brązowo. Kwiaty mają barwę od jasnoróżowego do białego[17].
- G. macrorrhizum 'Variegatum' – liście są aromatyczne, ich brzegi mają kremowożółtą barwę. Kwiaty mają różowy kolor[18].